# Sevrage tabagique au laser
Le sevrage tabagique au laser (LaserOstop, Alliance laser, etc) est une méthode de stimulation de points d'acupuncture au laser, généralement sur l'oreille. Non-validée, ses promoteurs prétendent qu'elle aide au sevrage tabagique. D'après divers organismes dont la Haute Autorité de santé et la collaboration Cochrane, en l'absence de preuve d'efficacité, son mécanisme repose sur l'effet placebo.
Divers centres de lasérothérapie effectuent une publicité agressive sur Internet, en promettant des taux de succès allant jusqu'à 85 %.

## Principe
La thérapie de sevrage tabagique par laser consiste à stimuler des points d'acupuncture avec un laser.
Parmi les centres de lasérothérapie proposant cette prestation, on compte LaserOstop, qui stimule le pavillon auriculaire au laser, et Alliance Laser, qui fait appel à la même technique.

## Historique
En 2007, alors que cette méthode fait l'objet d'un engouement récent au Canada, Michèle Tremblay, de l’Institut national de santé publique du Québec, souligne que les taux de succès affichés de 75 à 85 % sont très suspects, car même les méthodes de sevrage tabagique les plus reconnues n'ont qu'un taux de succès d'environ 30 % un an post-thérapie.
En 2022, alors que la lasérothérapie connaît une mode en France, les magazines Doctissimo et Sciences et Avenir publient une enquête sur les promesses et les méthodes marketing des « centres laser anti-tabac » sur Internet ; ces articles relèvent une publicité agressive par les centres de lasérothérapie et des prétentions d'efficacité de 85 %, qui ne reposent sur aucune donnée scientifique,. Daniel Thomas, ex-chef du service de cardiologie à la Pitié-Salpêtrière et porte-parole de la Société francophone de tabacologie (SFT), souligne l'usage d'un lexique médical par ces centres de lasérothérapie, créant une confusion qui amène leur clientèle à croire qu'il s'agirait d'un soin validé par la médecine,.
Les coûts de ces séances vont, en 2022 en France, jusqu'à 200 euros. 

## Efficacité
Aucune étude scientifique n'a prouvé l'efficacité de la lasérothérapie dans le sevrage tabagique,.
En effet, une étude publiée en 2008 dans le Journal of Chinese Medicine, journal à facteur d'impact 0, concluait à un effet positif, mais elle comporte de nombreux problèmes méthodologiques, dans un contexte où l'immense majorité des études portant sur l'acupuncture et ses dérivés sont publiées en Chine.
En 2013, le ministère de la Santé et des Services sociaux du Québec publie une synthèse qui conclut à l'absence de preuve d'efficacité,. Dans sa synthèse de 2014, la collaboration Cochrane conclut également à un niveau de preuve insuffisant pour prétendre à un effet du laser dans le sevrage tabagique. La Haute Autorité de Santé, en France, arrive à la même conclusion dans son rapport Arrêt de la consommation du tabac de 2014,.
En 2020, une nouvelle recension de littérature scientifique sur le sujet par Lhommeau et ses collègues encore une fois à la même conclusion.